# ホテルニューオータニ博多
ホテルニューオータニ博多（ホテルニューオータニはかた）は、福岡県福岡市中央区渡辺通1丁目1番2号にあるニューオータニ・チェーンのホテル。地上14階、地下2階。運営は株式会社ニューオータニ九州。

## 沿革
福岡市の施行による渡辺通1丁目南部の約2.2haの再開発事業でサンセルコと共に建設された。1978年8月に竣工し、同年9月1日に開業。福岡市中央区のメインストリートである渡辺通りの南端に位置する。

## 施設
地上14階、地下2階建てで、高さは53.3m。外観はサンセルコと地上4階部分までつながっており、地上1階のショッピングアーケード「サンローゼ博多」で接続している。
- 客室387室、収容人員750人（5～14階）
- 駐車場357台
- 宴会場13（大宴会場「鶴の間」・「芙蓉の間」、中宴会場、小宴会場、3～4階）、結婚式場（神前・チャペル）
- レストラン：8
  - 中国料理「大観苑」（地下1階）
  - 和食「彩膳 和多伴」（地下1階）
  - 麺処「麺処 あじ彩」（地下1階）
  - 寿司「鮨処 やま中」（地下1階）
  - レストラン&バー「カステリアンルーム」（地下1階）
  - カフェ&レストラン「グリーンハウス」（1階）
  - 日本料理「千羽鶴」（14階）
  - プライベートダイニングルーム「サルーティ」（14階）
- ショッピングアーケード「サンローゼ博多」（1～2階）[2]
- マッサージルーム（4階）
- 茶室「清静庵」（4階）
- 屋上庭園（4階）

- 渡辺通り側にはシースルーエレベーターがある。

## アクセス
- 福岡市地下鉄七隈線 渡辺通駅
- 西鉄天神大牟田線 薬院駅

## その他
同ホテルの食事が味わえる“館外レストラン”が、九州国立博物館（グリーンハウス&オープンカフェ）と九州大学医学部百年講堂内（カフェテリア）にある。

## ギャラリー

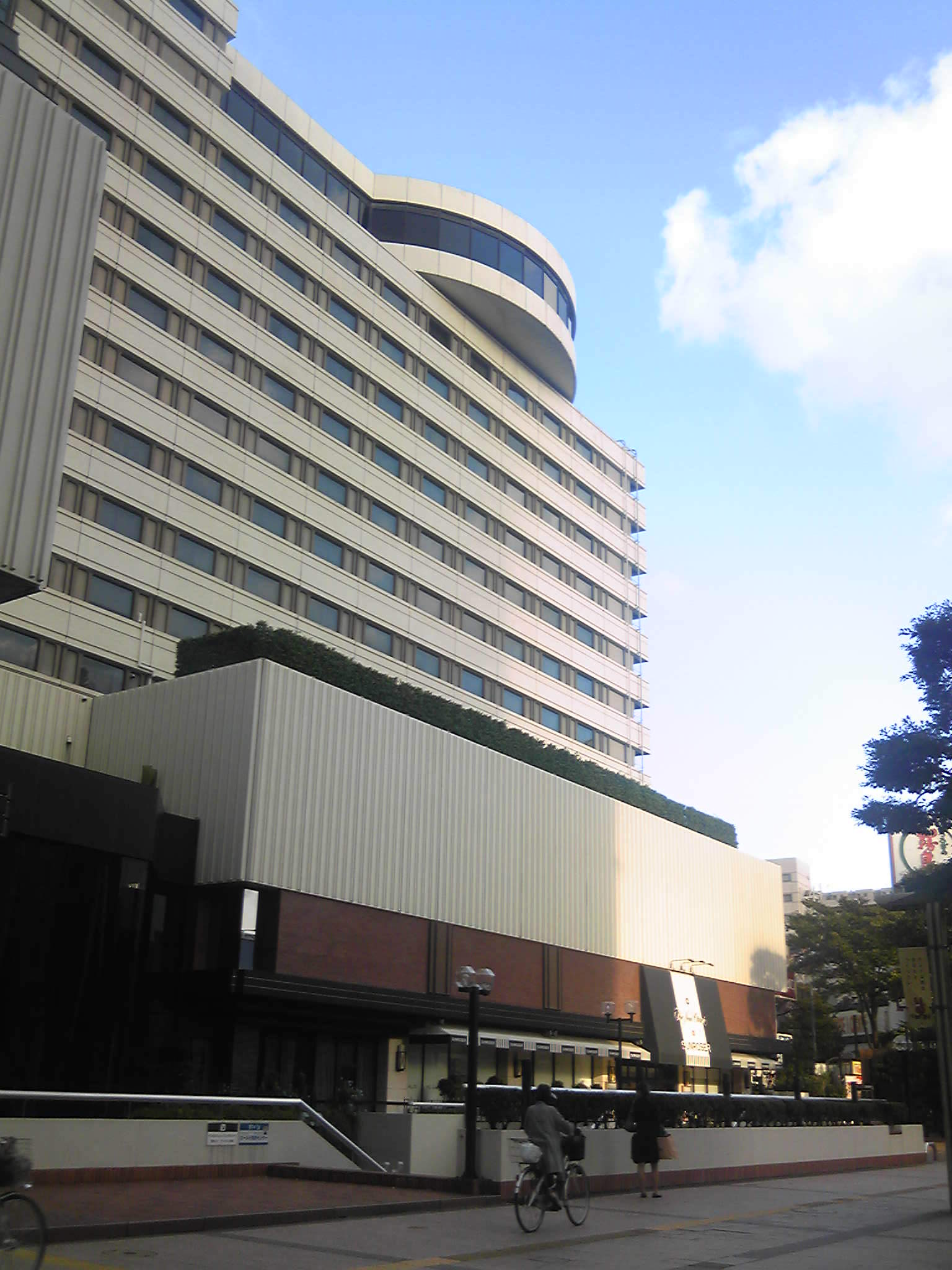
渡辺通り側より
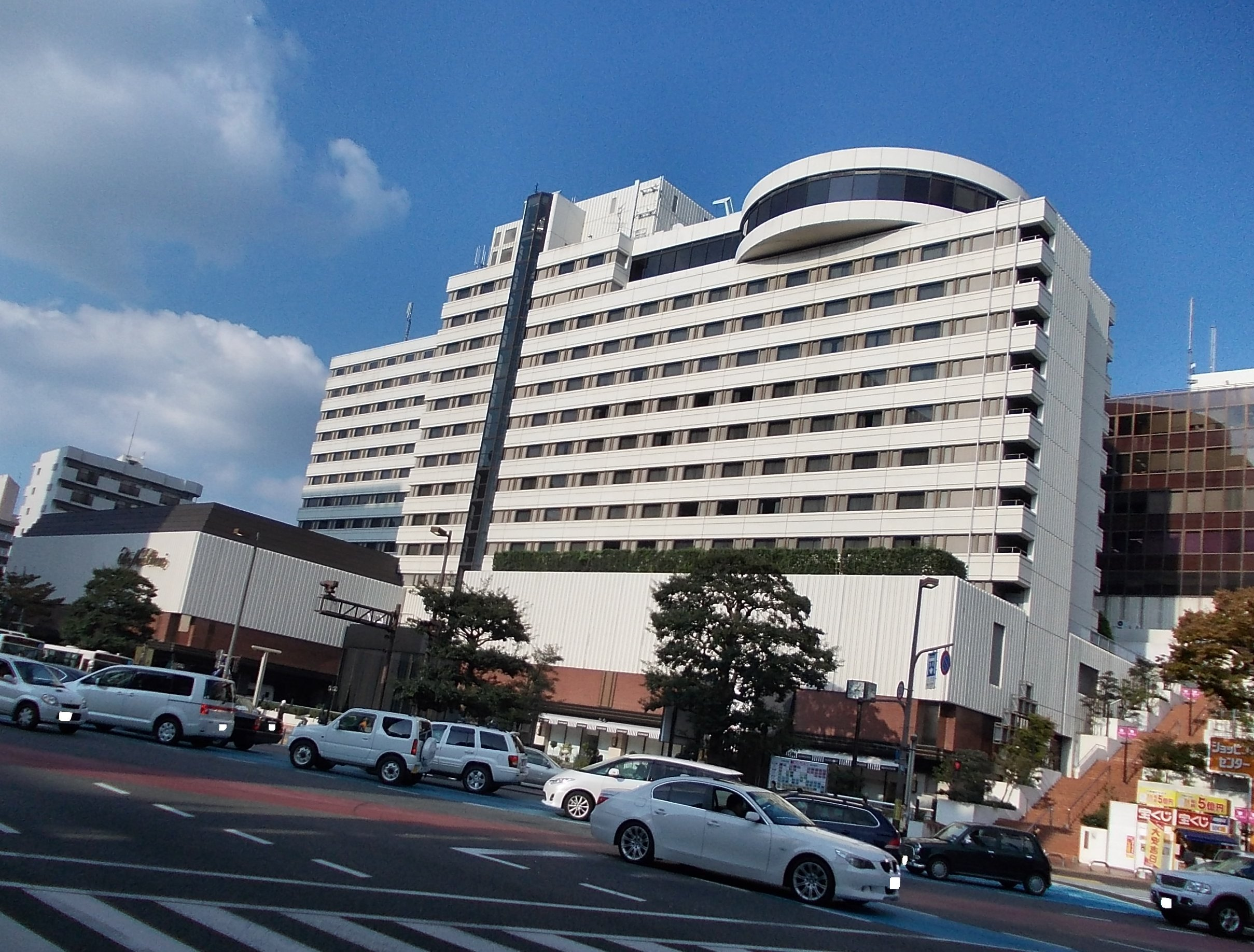
渡辺通りとニューオータニとサンセルコ
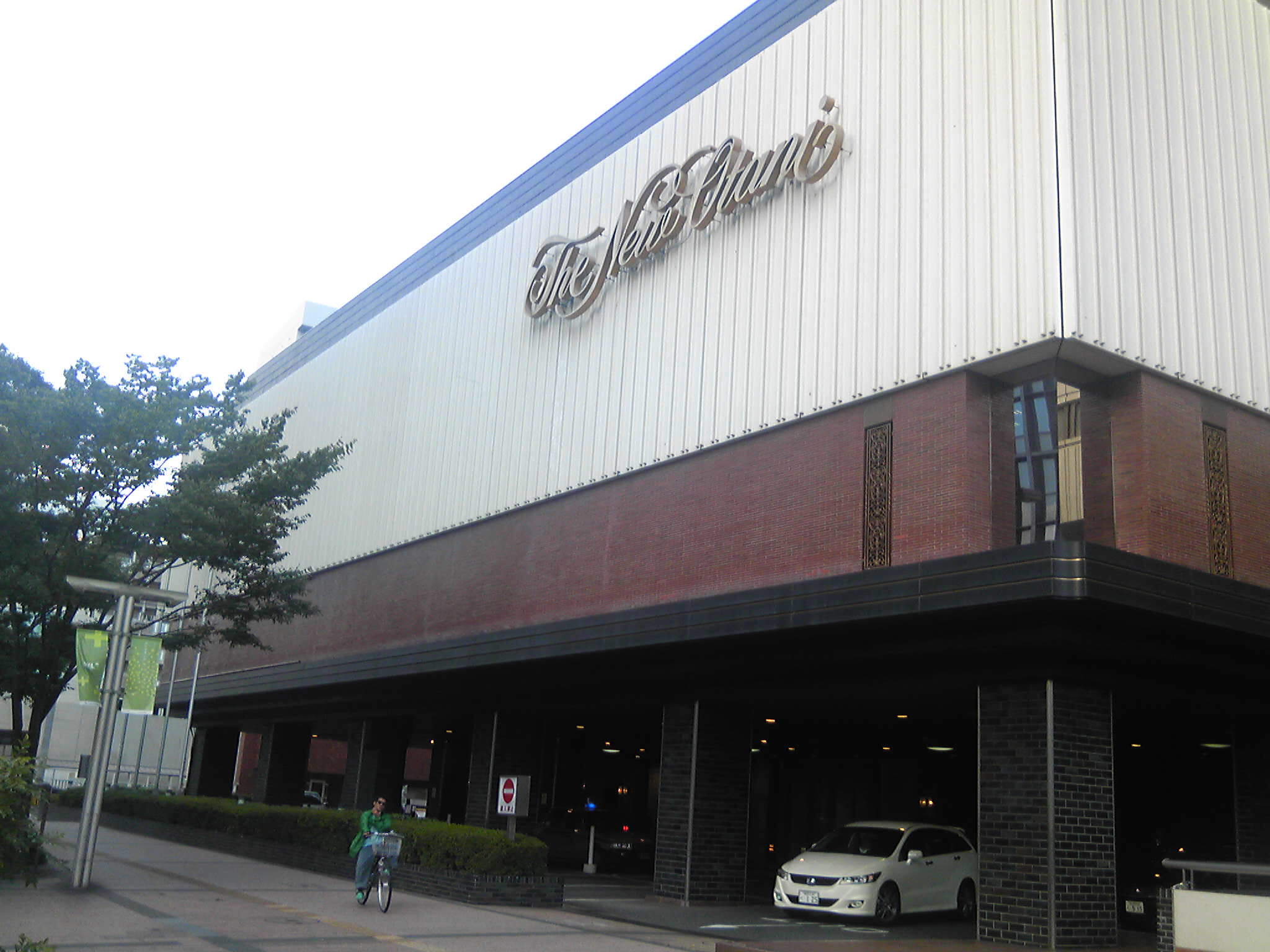
1階部分